# Stockstadt am Main
Stockstadt am Main, Stockstadt a.Main – gmina targowa w Niemczech, w kraju związkowym Bawaria, w rejencji Dolna Frankonia, w regionie Bayerischer Untermain, w powiecie Aschaffenburg. Leży około 5 km na zachód od Aschaffenburga, nad ujściem Gersprenz do Menu, przy autostradzie A3, drodze B469 i linii kolejowej Moguncja - Darmstadt – Aschaffenburg.

## Polityka
Wójtem jest Peter Wolf z CSU. Rada gminy składa się z 21 członków:
|      | CSU | SPD | Wolny Związek Wyborczy | Razem     |
| 2002 | 7   | 11  | 3                      | 21 miejsc |
| 2008 | 11  | 7   | 3                      | 21 miejsc |

## Współpraca
Miejscowości partnerskie:
- May-sur-Orne, Francja
- Saint-André-sur-Orne, Francja
- Saint-Martin-de-Fontenay, Francja

## Zabytki i atrakcje
- kościół pw. św. Leonarda (St. Leonhardus) z 1773
- budynek celniczy przy ulicy Hauptstraße, wykorzystywany głównie przez biskupstwo Moguncji, wybudowany w latach 1514 – 1545